# Campeonato Sergipano Série A2
Il Campeonato Sergipano Série A2 è il secondo livello calcistico nello stato del Sergipe, in Brasile.

## Albo d'oro
| Anno | Campione (città)                      | Vice (città)                                 |
| ---- | ------------------------------------- | -------------------------------------------- |
| 1964 | Propriá (Propriá)                     |                                              |
| 1983 | Propriá (Propriá)                     |                                              |
| 1985 | Olímpico FC (Aracaju)                 | América (Propriá)                            |
| 1987 | Olímpico FC (Aracaju)                 |                                              |
| 1988 | Guarany (Porto da Folha)              |                                              |
| 1992 | Vasco (Aracaju)                       | Dorense (Nossa Senhora das Dores)            |
| 1993 | Cotinguiba (Aracaju)                  | América (Propriá)                            |
| 1994 | Olímpico EC (Itabaianinha)            |                                              |
| 1997 | Gararu (Gararu)                       | Estanciano (Estância)                        |
| 1999 | Coritiba (Itabaiana)                  |                                              |
| 2001 | Guarany (Porto da Folha)              | Olímpico EC (Itabaianinha)                   |
| 2002 | Riachuelo (Riachuelo)                 | Lagartense (Lagarto)                         |
| 2003 | Maruinense (Maruim)                   | Propriá (Propriá)                            |
| 2004 | Boca Júnior (Cristinápolis)           | América (Propriá)                            |
| 2005 | Pirambu (Pirambu)                     | Amadense (Nossa Senhora da Glória)           |
| 2006 | América (Propriá)                     | São Cristóvão (São Cristóvão)                |
| 2007 | Boca Júnior (Cristinápolis)           | São Domingos (São Domingos)                  |
| 2008 | Sete de Junho (Tobias Barreto)        | Canindé (Canindé de São Francisco)           |
| 2009 | River Plate (Carmópolis)              | Riachuelo (Riachuelo)                        |
| 2010 | Socorrense (Nossa Senhora do Socorro) | Estanciano (Estância)                        |
| 2011 | Sete de Junho (Tobias Barreto)        | Lagarto FC (Lagarto)                         |
| 2012 | América (Propriá)                     | Estanciano (Estância)                        |
| 2013 | Coritiba (Itabaiana)                  | Amadense (Tobias Barreto)                    |
| 2014 | Boca Júnior (Estância)                | Boquinhense (Boquim)                         |
| 2015 | Dorense (Nossa Senhora das Dores)     | Guarany (Porto da Folha)                     |
| 2016 | Frei Paulistano (Frei Paulo)          | Botafogo (Cristinápolis)                     |
| 2017 | Socorrense (Nossa Senhora do Socorro) | Olímpico EC (Itabaianinha)                   |
| 2018 | Guarany (Porto da Folha)              | Estanciano (Estância)                        |
| 2019 | América de Pedrinhas (Pedrinhas)      | Maruinense (Maruim)                          |
| 2020 | Maruinense (Maruim)                   | Atlético Gloriense (Nossa Senhora da Glória) |

## Titoli per squadra
| Squadra              | Città                    | Titoli |
| -------------------- | ------------------------ | ------ |
| Pirambu              | Pirambu                  | 3      |
| Boca Júnior          | Carmópolis               | 3      |
| Maruinense           | Maruim                   | 3      |
| Guarany              | Porto da Folha           | 2      |
| América              | Propriá                  | 2      |
| Propriá              | Propriá                  | 2      |
| Sete de Junho        | Tobias Barreto           | 2      |
| Coritiba             | Itabaiana                | 2      |
| Socorrense           | Nossa Senhora do Socorro | 2      |
| Riachuelo            | Riachuelo                | 1      |
| Dorense              | Nossa Senhora das Dores  | 1      |
| Olímpico EC          | Itabaianinha             | 1      |
| Cotinguiba           | Aracaju                  | 1      |
| River Plate          | Carmópolis               | 1      |
| Vasco                | Aracaju                  | 1      |
| Gararu               | Gararu                   | 1      |
| Frei Paulistano      | Frei Paulo               | 1      |
| América de Pedrinhas | Pedrinhas                | 1      |